# Săcuieu (gmina)
Săcuieu – gmina w Rumunii, w okręgu Kluż. Obejmuje miejscowości Rogojel, Săcuieu i Vișagu. W 2011 roku liczyła 1466 mieszkańców.